# We Love Šumava
We Love Šumava je projekt a stejnojmenný spolek 	We Love Šumava z.s. v Železné Rudě. Klade si za cíl ukazovat nejen na krásy Šumavy, ale také její problémy. Jeho hlavními aktivitami je sázení nových stromů, obnova historických míst či charitativní činnost (např. finanční podpora nemocnic, seniorů a handicapovaných). Hlavní myšlenkou je přiblížit lidem práci v lese a také osvěta, například na téma kůrovcové situace.

## Vznik
Projekt vznikl na sociálních sítích v rámci propagace Šumavy v roce 2013, spolek We Love Šumava z.s. byl poté založen 25. ledna 2020. Zakladatelem a hlavou projektu je Richard Brož, rodák ze Železné Rudy a milovník Šumavy, který do něj zapojil i svého bratra Filipa Brože a manželku. Název vznikl spontánně a díky anglickému sousloví „We Love“ je srozumitelný i mezinárodně.

## Aktivity
Jednou z hlavních aktivit spolku je sázení nových stromů na Šumavě s názvem „Tričko s příběhem“. Spolek takto vysázel již desítky tisíc převážně listnatých stromů. Každoročně (cca v polovině října) si mohou příznivci projektu zakoupit tričko či mikinu s logem. Následující rok na jaře si pak mohou svůj strom přijít vysadit v rámci veřejné akce a stát se tak „patronem“ konkrétního stromu (případně si ho i pojmenovat). U nového lesa, kde jsou stromky takto vysazené, je vždy umístěna informační tabule o projektu se jmény patronů. Na místě probíhá vždy edukace o sázení a další doprovodné akce.
Projekt rovněž pomáhá s obnovou historických míst. V roce 2024 se například zasloužil o opravu kašny na Debrníku, kde do roku 1989 stával barokní zámek Debrník. Spolek také obnovil několik křížů, např. křížek pod Pancířem u bývalé osady Rohrbacher, kříž ve Ferdinandově údolí či kříž v obci Javorná (podstavec s chybějícím křížkem se objevil v jedné scéně pohádky Tři oříšky pro Popelku), jehož vysvěcení se zúčastnil herec Pavel Trávníček.
Díky projektu We Love Šumava byly obnoveny ovocné sady u Železné Rudy a v Palvínově. Velice úspěšným počinem projektu jsou Otevřené dveře na vrcholu Pancíř. Spolek rovněž vytvořil vlastní deskovou hru s tématem Šumavy a pořádá koncerty.

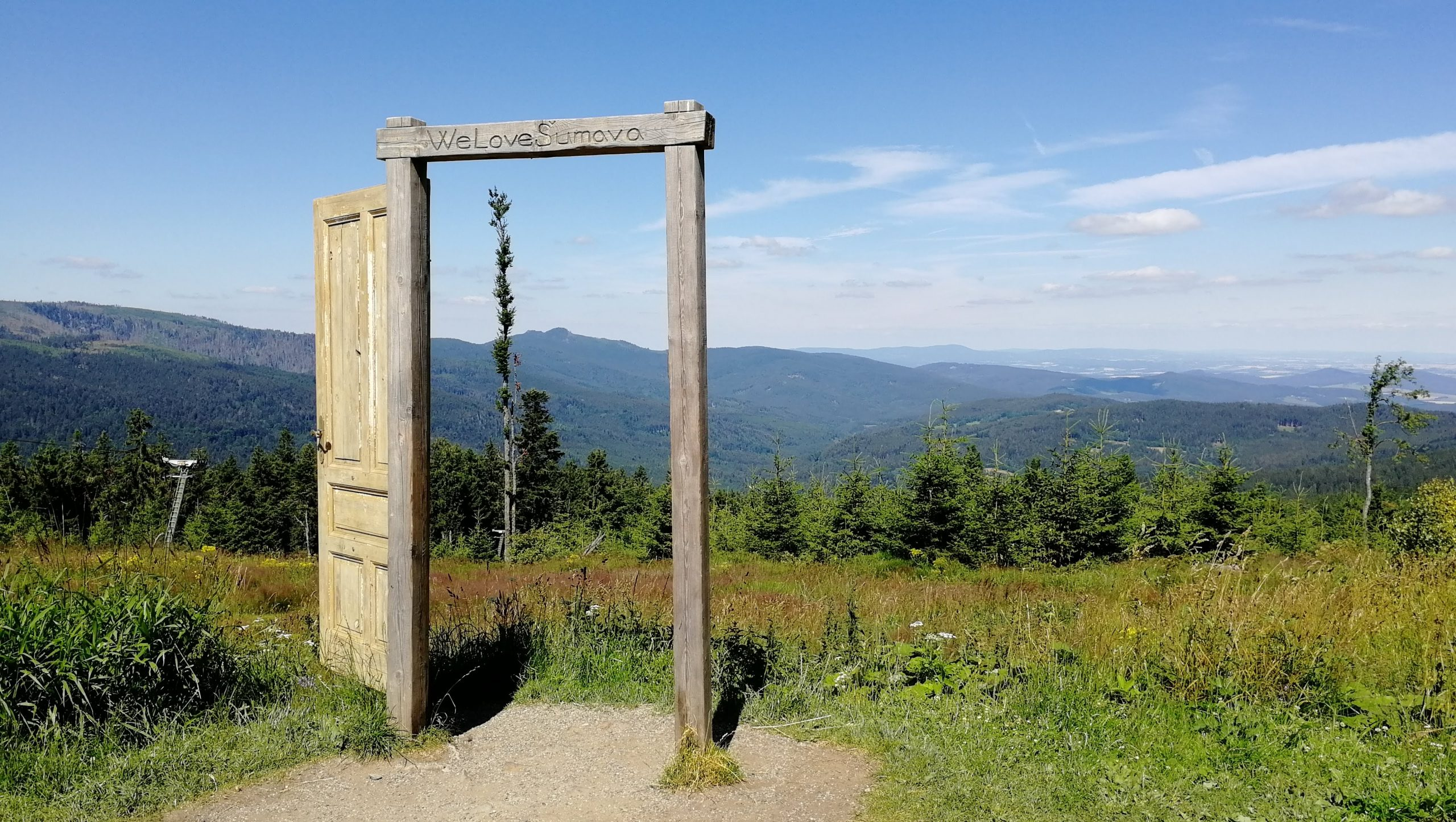
Otevřené dveře na Pancíři (2022)

## Sázení 2025
V roce 2025 proběhlo sázení stromků ve dnech 3. a 4. května poblíž vrchu Pancíř. Zasazeno bylo 4500 buků a počet celkem vysazených stromů v rámci projektu tak dosáhl téměř 50 000.

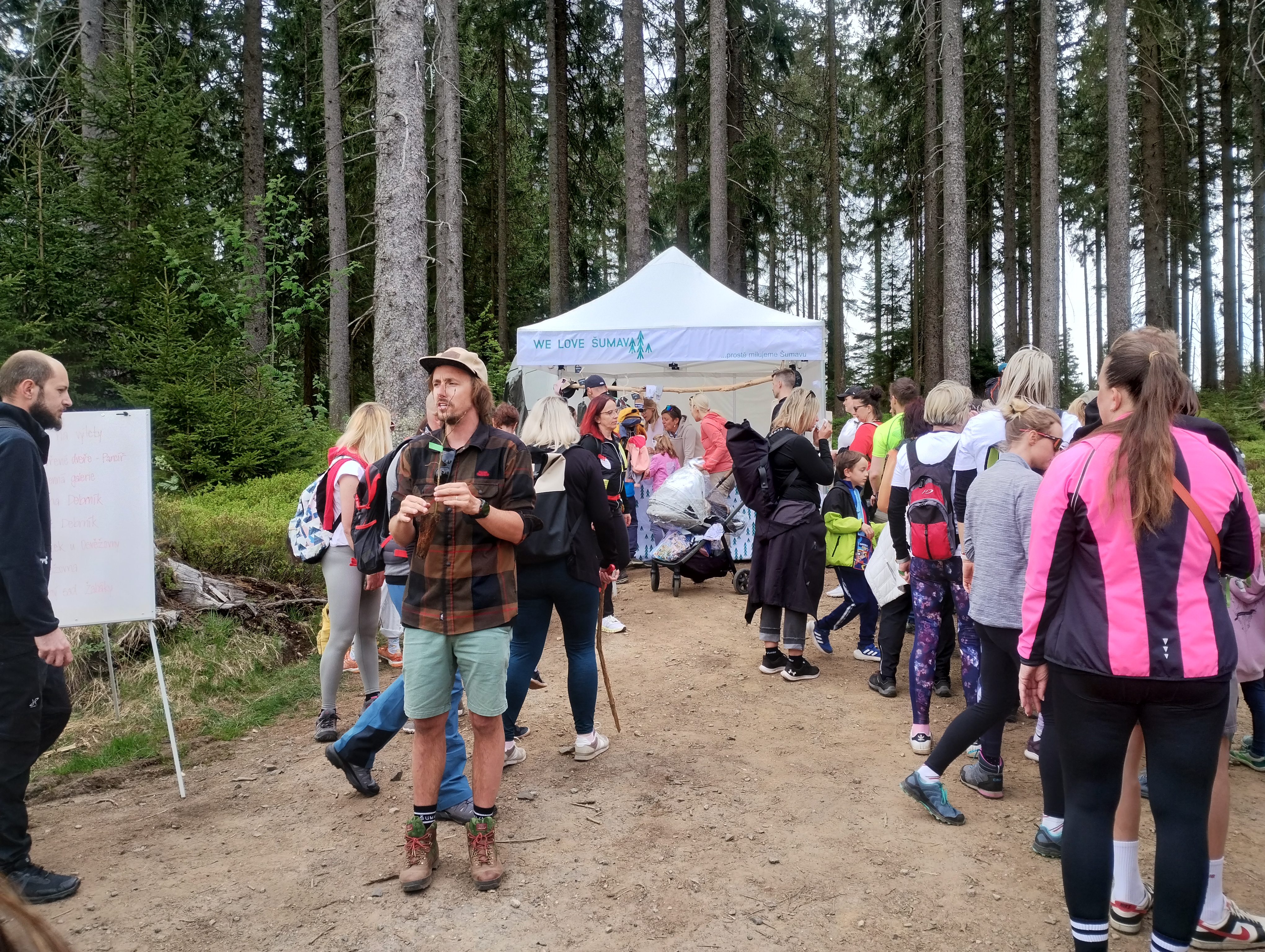
Sázení stromů u Pancíře v květnu 2025. V popředí organizátor Richard Brož.
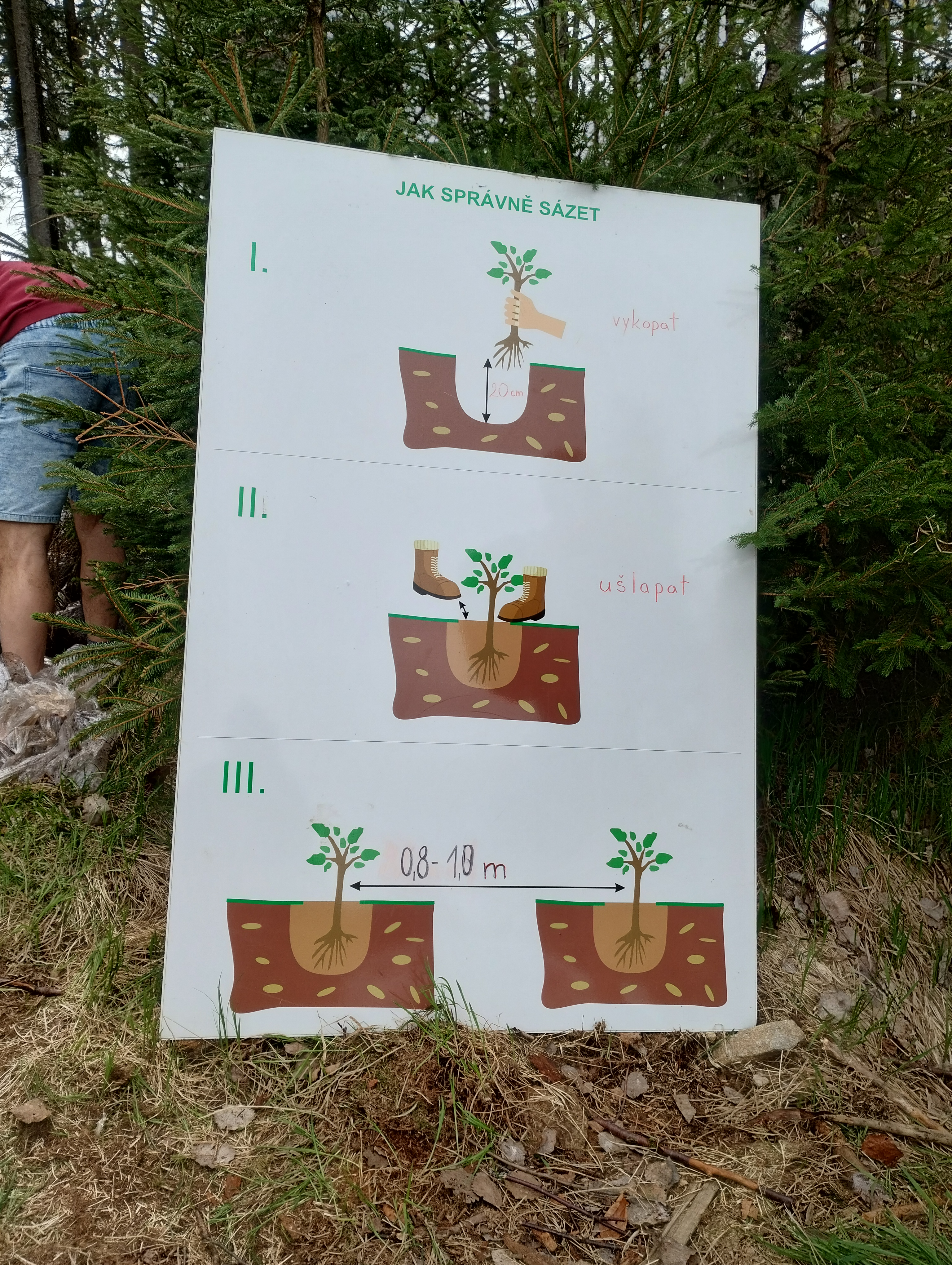
Sázení stromů u Pancíře v květnu 2025. Edukační tabule.
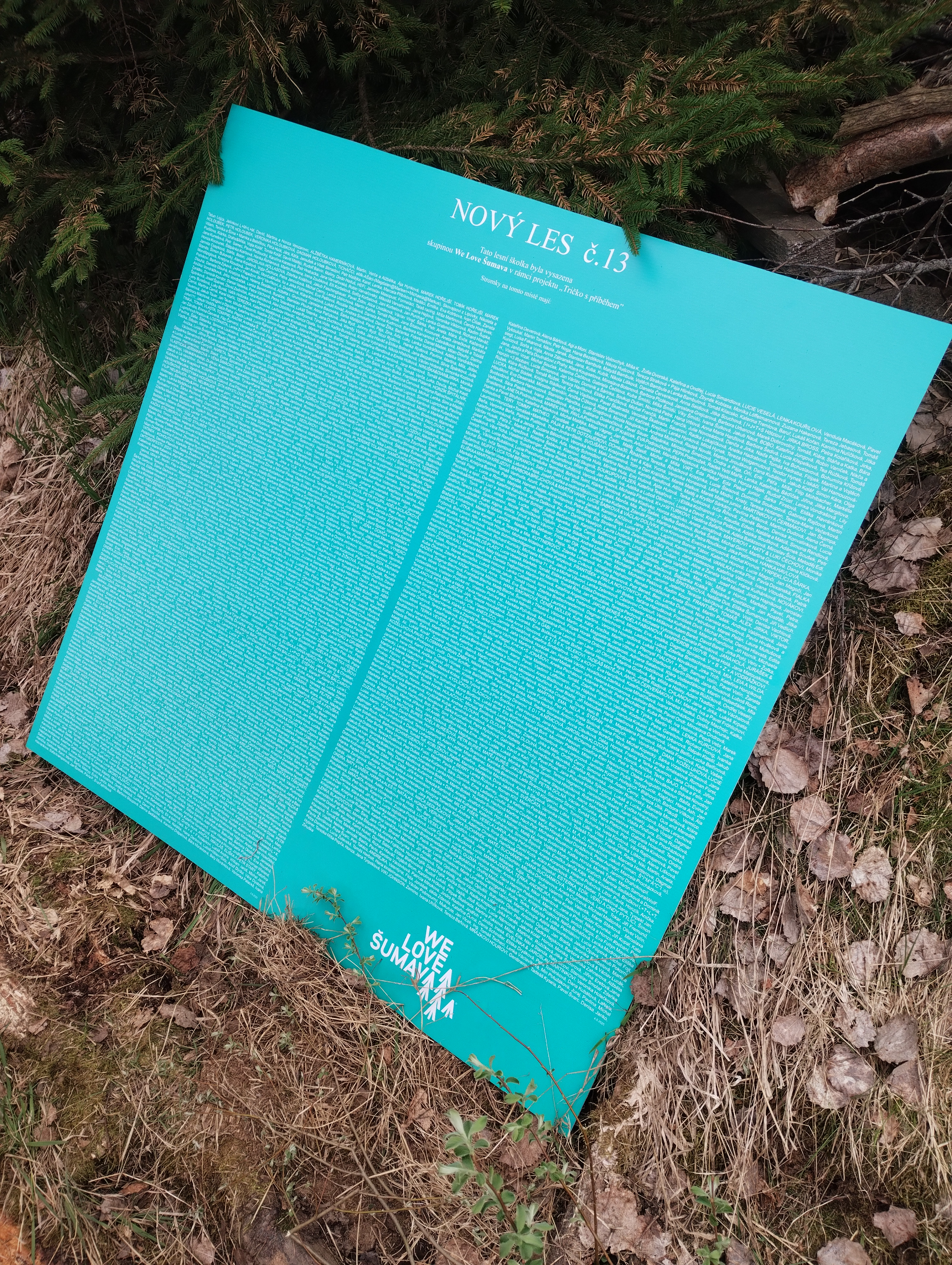
Sázení stromů u Pancíře v květnu 2025. Tabule se jmény patronů.
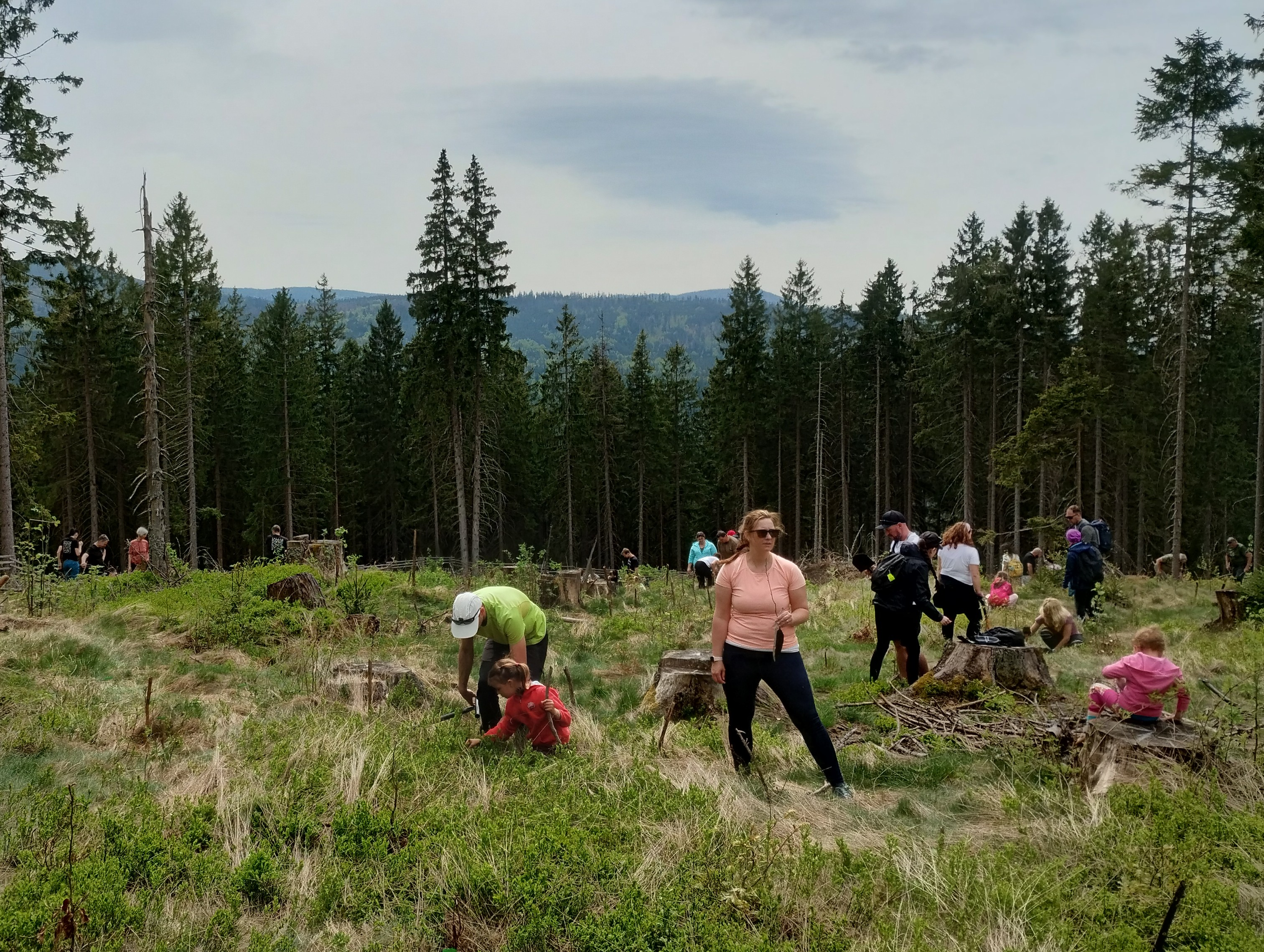
Sázení stromů u Pancíře v květnu 2025.
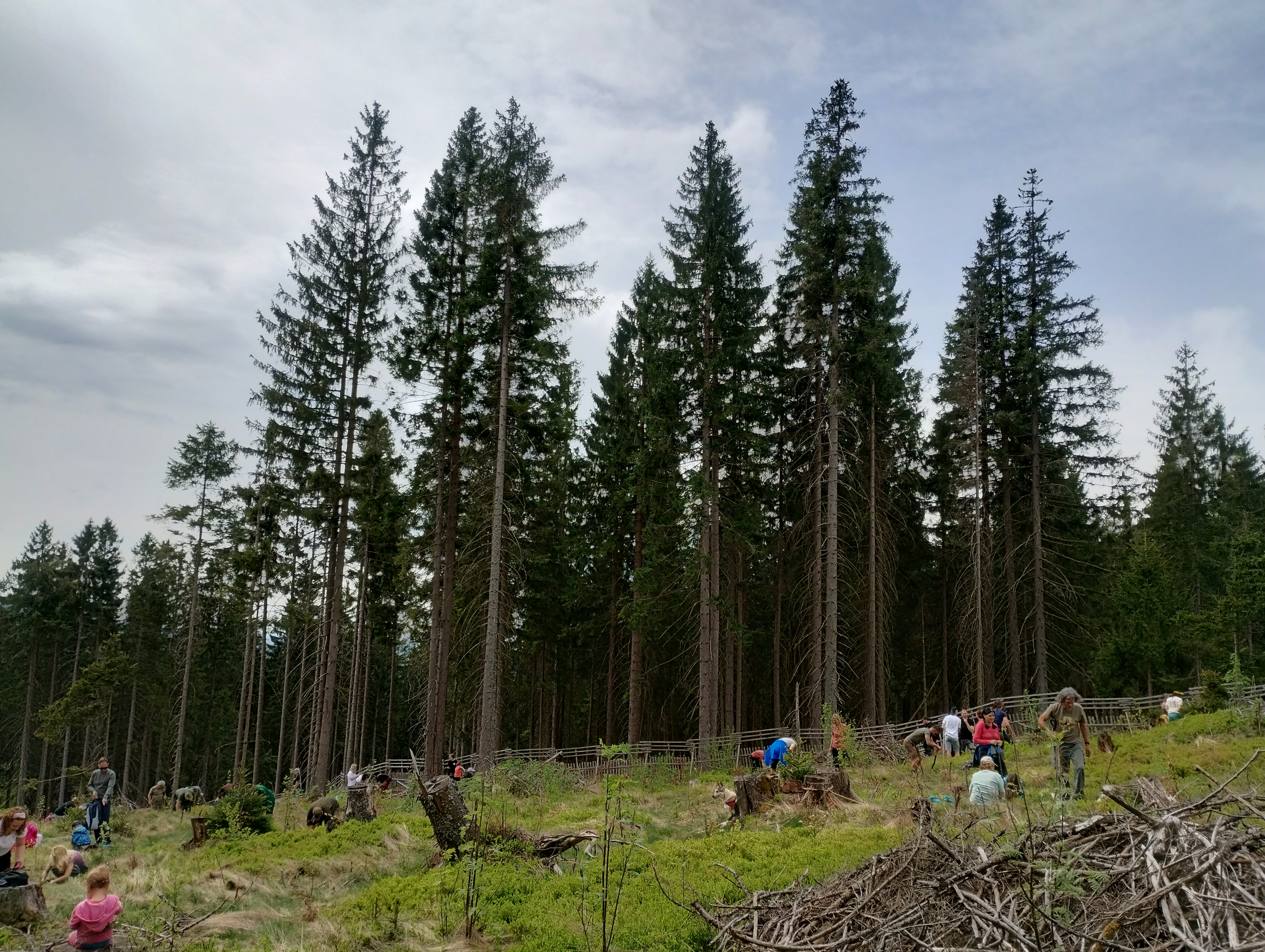
Sázení stromů u Pancíře v květnu 2025.
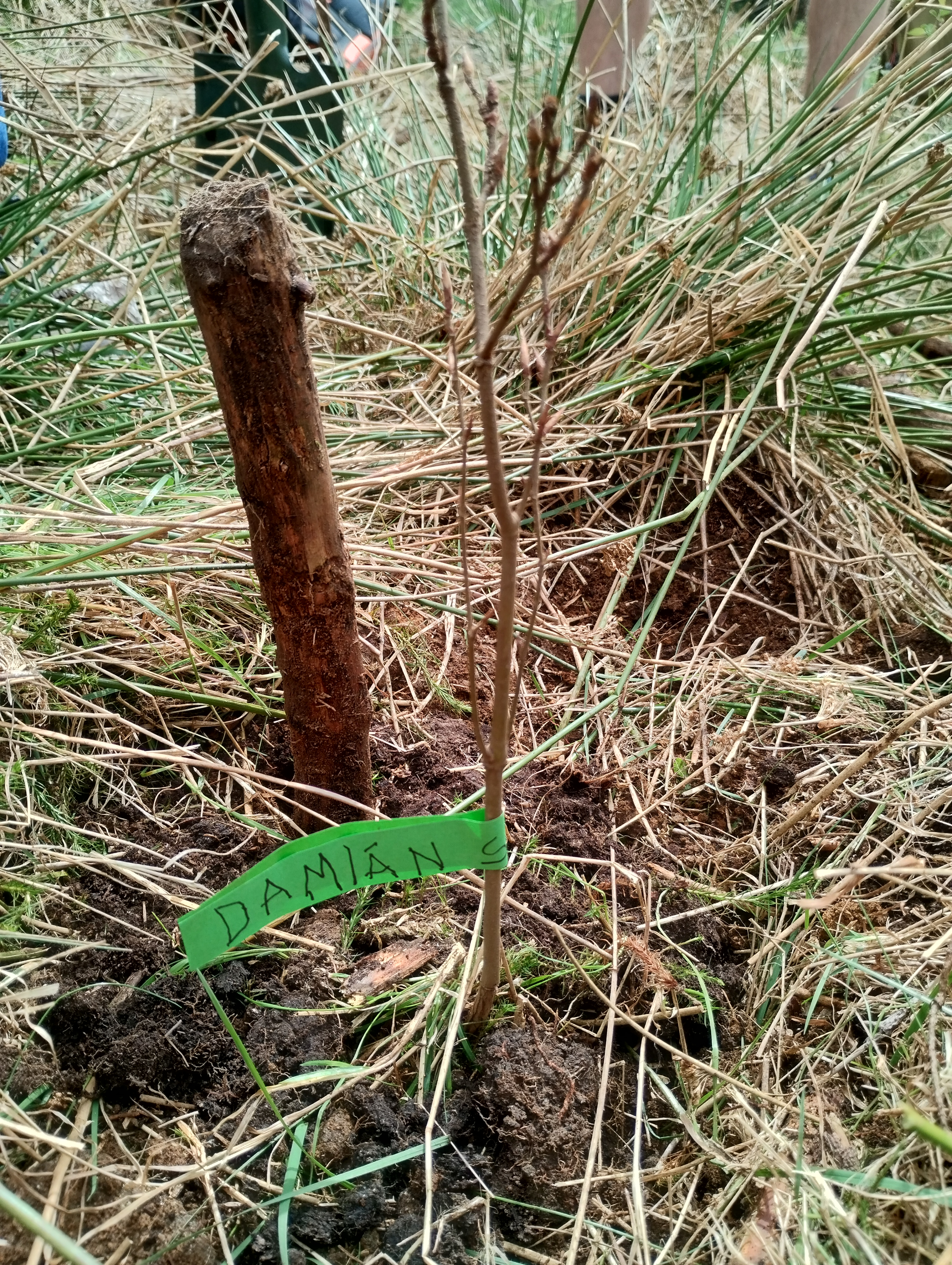
Sázení stromů u Pancíře v květnu 2025. Jeden z nově vysazených stromků se jménem jeho "patrona".
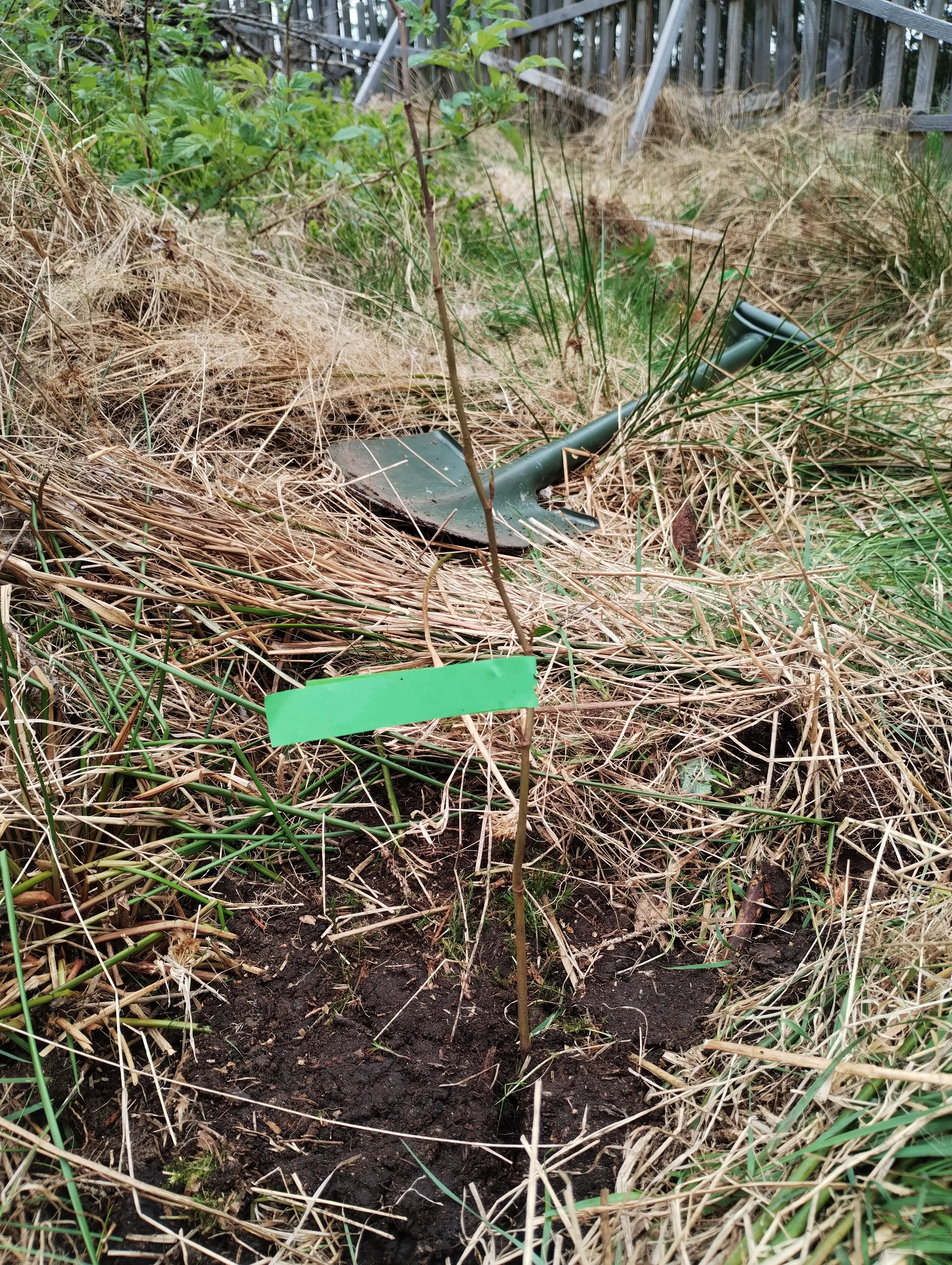
Sázení stromů u Pancíře v květnu 2025. Jeden z nově vysazených stromků.